# Деменская волость
Деменская волость (латыш. Demenes pagasts) является одной из входящих в Даугавпилсский край Латвии административных территорий. Административным центром волости является село Демене.
В состав волости входят следующие населённые пункты:
- Бехова (латыш. Behova),
- Бригене (латыш. Briģene),
- Гатени (латыш. Gateņi),
- Даукштаны (латыш. Daukštāni),
- Деделишки (латыш. Dedeliški),
- Демене,
- Земгале[латыш.],
- Имантас[латыш.],
- Козловка (латыш. Kozlovka),
- Кочергина (латыш. Kočergina),
- Кумбули,
- Курцума-стация (латыш. Kurcuma stacija),
- Матуланишки (латыш. Matulaņiški),
- Межанишки (латыш. Mežaņiški),
- Межвиды (латыш. Mežvidi),
- Мисъюнци (латыш. Misjunci),
- Пашкелишки[латыш.],
- Паэгли (латыш. Paegļi),
- Путраими (латыш. Putraimi),
- Румпишки (латыш. Rumpiški),
- Скирнас (латыш. Skirnas),
- Слободка (латыш. Slobodka),
- Стирбли (латыш. Stirbļi),
- Трикопци (латыш. Trikopci),
- Янюциемс,
- Яунциемс (латыш. Jaunciems).